# Jock Campbell
Pour les articles homonymes, voir Campbell.
John Charles « Jock » Campbell (10 janvier 1894 - 26 février 1942) est un major-général de l'armée britannique pendant la Seconde Guerre mondiale, récipiendaire de la Croix de Victoria pour ses prouesses militaires accomplies face à l'ennemi pendant la guerre du Désert.

## Jeunesse et carrière
Originaire de Thurso, il étudie à l’école de Sedbergh avant de rejoindre la Royal Horse Artillery en 1915. Pendant son service militaire, il devient cavalier de 1re classe puis officier d'artillerie de 1re classe. Vétéran de la Première Guerre mondiale, il reçut la Croix militaire,.

## Deuxième Guerre mondiale

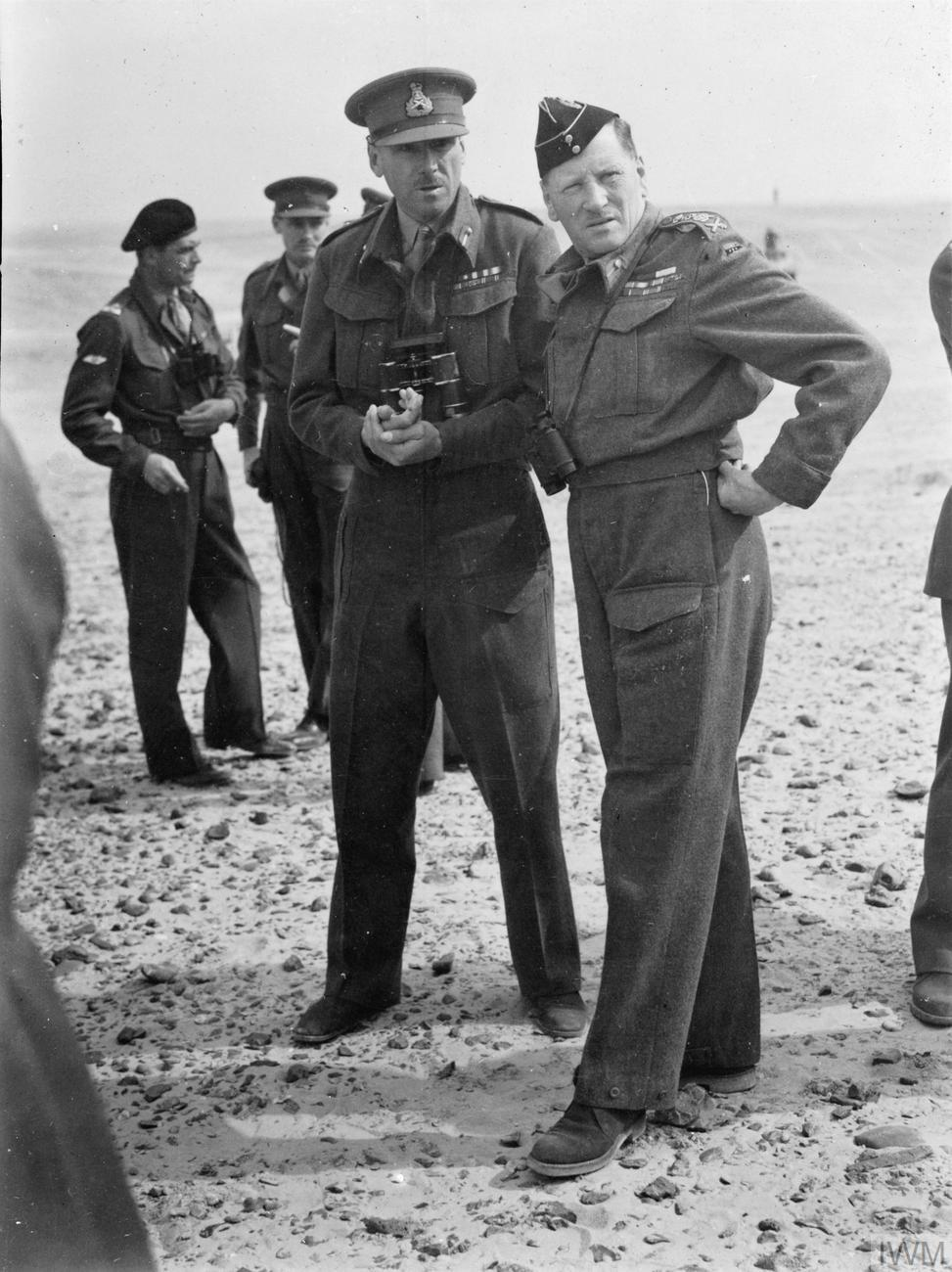
Campbell et le commandant en chef Auchinleck pendant la campagne du Désert.

Au début de la Seconde Guerre mondiale, en tant que major, Campbell commande une batterie du 4e régiment du Royal Horse Artillery en Égypte. Lorsque l'Italie déclare la guerre au Royaume-Uni en juin 1940, Campbell, alors lieutenant-colonel, commande la composante d'artillerie du groupe de soutien de la 7e division blindée du brigadier William Gott.
Au cours de l'opération Compass, les canons de Campbell ont joué un rôle important dans la participation du 7e groupe de soutien à la bataille décisive de Beda Fomm en février 1941 qui a conduit à la capitulation de la 10e armée italienne. En avril 1941, Campbell obtint l'ordre de service distingué.
En septembre 1941, Campbell prend le commandement du groupe d’appui de la division (toutes les unités non-blindées) en tant que brigadier par intérim. Le 21 novembre, lors de l'opération Crusader, la 7e division blindée a été attaquée par deux divisions blindées alors qu'elle défendait l'aérodrome de Sidi Rezegh. Ses artilleurs et ses carabiniers ont vaillamment résisté à des attaques répétées des panzers de l'Afrika Korps, encourageant les troupes et dirigeant la défense tout en participant aux combats.
Le lendemain, impatient de ne pas pouvoir compter sur l'appui de chars d'assauts, Campbell partit en voiture pour remédier à la situation. Il croisa alors la 4e brigade blindée se dirigeant vers le front et mena les chars M3 Stuart du 3e Royal Tank Regiment depuis sa voiture Ford. Au cours des combats de la journée, il fut blessé, mais refusa d'être évacué. Il fut cependant contraint de battre en retraite le 23 novembre après la destructions des brigades voisines par les Allemands. Pour ses actions héroïques à Sidi Rezegh, Campbell reçut la Croix de Victoria.
En février 1942, Campbell fut promu au commandement de la 7e division blindée. Il fut tué trois semaines plus tard lorsque sa jeep se renversa accidentellement en Égypte le 26 février 1942. Il avait 48 ans.